# 花花柴
花花柴（学名：Karelinia caspica）为菊科花花柴属的植物。分布在欧洲、蒙古、伊朗、俄罗斯、土耳其以及中国大陆的青海、内蒙古、新疆、甘肃等地，生长于海拔76米至2,200米的地区，多生于草钾盐碱地、戈壁滩、沙丘和苇地水田边，目前尚未由人工引种栽培。

## 别名
胖姑娘娘（甘肃、宁夏）